# Regione di Ohangwena
La regione di Ohangwena è una regione della Namibia con capoluogo Eenhana di 228 384 abitanti al censimento 2001. L'1% della popolazione vive in aree urbane mentre il rimanente 99% in aree rurali.
È situato nella parte settentrionale del paese al confine con l'Angola.
La lingua principale è l'Oshiwambo, parlata dal 97% degli abitanti

## Geografia antropica

### Suddivisioni amministrative
La regione è suddivisa in 11 distretti elettorali:
- Eenhana
- Endola
- Engela
- Epembe
- Ohangwena
- Okongo
- Omundaungilo
- Omulonga
- Ondobe
- Ongenga
- Oshikango